# Tetrabromoethan
Tetrabromoethane (TBE) là một hydrocarbon halogenation, công thức hóa học là C2H2Br4. Mặc dù 3 phân tử brom có thể gắn với 1 phân tử carbon tạo ra 1,1,1,2-tetrabromoethane, nhưng đây không phải là nhiệt động lực học thuận lợi, vì vậy trên thực tế tetrabromoethane là 1,1,2,2-tetrabromoethane, với mỗi phân tử carbon gắn kèm với 2 phân tử brom.
TBE có Khối lượng riêng cao bất thường trong một hợp chất hữu cơ, gần 3 g/mL, do phần lớn chứa 4 phân tử Brom. TBE là một chất lỏng ở nhiệt độ phòng, và được dùng để tách quặng khoáng vật từ đá thích hợp bằng các phương pháp nổi ưu tiên (preferential flotation).